# Nagai Naoyuki
Nagai Naoyuki (永井尚志, 21 décembre 1816-1er juillet 1896), également connu sous le nom de « Genba Nagai » (永井玄蕃) ou « Mondonoshō Nagai » (永井主水正), était un samouraï japonais et serviteur du shogunat Tokugawa au cours de la période du Bakumatsu et de l’ère Meiji.

## Premières années
Naoyuki Nagai, ou de son nom de naissance, Iwanojō Matsudaira (松平岩之丞, Iwanojō), est né à Nukada dans le domaine d'Okutono d’une concubine de Noritada Matsudaira (松平乗尹, Matsudaira Noritada). Noritada, bien qu’à la tête d’une branche des Tokugawa, n’était pas considéré comme shinpan, comme le Matsudaira d’Aizu, mais plutôt comme fudai daimyo. Iwanojō, le second fils de Noritada, a perdu son père à l’âge de trois ans. Plus tard, il déménagea à Edo, dans la résidence principale du domaine d’Okutono, où il était sous la garde de son frère adoptif, Noriyoshi Matsudaira (松平乗羨, Matsudaira Noriyoshi), avant d’être adopté par Nagai Naonori, un serviteur des Tokugawa. Après son adoption, il prit le nom de « Naoyuki » (aussi lu « Naomune »).

## Carrière
Après ses études de littérature, d’art et d’entraînement militaire, Nagai est entré dans l’administration des Tokugawa. De 1851 à 1852, il a été instructeur au Kitenkan, branche de l’académie Shoheizaka du shogunat, située dans la ville de Kōfu. Peu de temps après l’arrivée de Matthew Perry, Nagai a été nommé responsable de la défense côtière, et en 1855, il a été transféré au centre d’entraînement naval de Nagasaki, où il a servi de directeur. Kaishu Katsu a plus tard crédité Nagai d’une grande partie des progrès réalisés par le centre de formation, ainsi que la construction d’un de ses bateaux de formation, le Kottoru. En 1857, il est allé à Edo (aujourd’hui Tokyo) à bord du Kankō Maru, le premier navire de guerre à vapeur du Japon, avec 103 de ses étudiants.
En 1858, Nagai est devenu l’un des premiers gaikoku bugyō (commissaire aux Affaires étrangères). Il a exercé cette fonction d’août 1858 à mars 1859, puis de novembre 1865 à avril 1867.
Nagai a été transféré encore une fois en 1862, cette fois en magistrat de Kyoto. Il a été machi-bugyō à partir d’août 1862 jusqu’à mars 1864. Après ce travail de deux ans, il fut nommé inspecteur du shogunat (ōmetsuke) à partir de mars 1864 jusqu’à mai 1865. Il a été promu wakadoshiyori-kaku (assistant des conseillers juniors) à partir d’avril 1867 jusqu’à janvier 1868 ; ensuite, il fut un wakadoshiyori (conseiller junior) de janvier à mars 1868 lorsque la restauration de Meiji a mis fin au shogunat de Tokugawa.

## Fonction de magistrat Hakodate
De retour à Edo après la bataille de Toba-Fushimi, il a alors rejoint Takeaki Enomoto et la marine de Tokugawa, embarquant sur le Kaiten et conduit à Hokkaido, dans le domaine de Sendai. Ainsi, Nagai a été choisi pour être l’un des magistrats de la ville de Hakodate de la nouvelle République indépendante d’Ezo. Cependant, l’armée impériale a très vite attaqué Hokkaido, et Nagai s’est réfugié à la petite forteresse de Benten Daiba, avec des survivants du Shinsen gumi.

## Fin de vie
Après une période de trois ans en prison, il est gracié et se distingue dans des positions politiques importantes, servant notamment de secrétaire du genrō.
L’un de ses descendants, par son fils adoptif Naotada, est le célèbre écrivain Yukio Mishima.